# Sosulivka, Ciortkiv
Sosulivka (în ucraineană Сосулівка) este o comună în raionul Ciortkiv, regiunea Ternopil, Ucraina, formată numai din satul de reședință.

## Demografie
Componența lingvistică a comunei Sosulivka
     Ucraineană (99,23%)
     Alte limbi (0,77%)
Conform recensământului din 2001, majoritatea populației comunei Sosulivka era vorbitoare de ucraineană (99,23%), existând în minoritate și vorbitori de alte limbi.